# Double Daring
Pour plus de détails, voir Fiche technique et Distribution.
Double Daring est un film américain réalisé par Richard Thorpe, sorti en 1926.

## Synopsis
Lorsque la banque est attaquée, on soupçonne Wally Meeker, un des employés, d'être complice. Arrêté, il réussit à s'échapper et part dans les collines à la recherche des vrais coupables, la bande de Lee Falcon. Il arrive à mettre en déroute une grande partie du gang mais il est grièvement blessé. Falcon l'emmène dans sa cabane et le soigne. Grâce à Falcon, Wally est innocenté et est libre de poursuivre son histoire d'amour avec Marie Wells, la fille du banquier.

## Fiche technique
- Titre original : Double Daring
- Réalisation : Richard Thorpe
- Scénario : Frank L. Inghram[1], d'après une histoire de Betty Burbridge
- Société de production : Action Pictures
- Société de distribution : Weiss Brothers Artclass Pictures
- Pays de production :  États-Unis
- Langue originale : anglais
- Format : noir et blanc — 35 mm — 1,37:1 — Film muet
- Genre : Western
- Durée : 5 bobines - 1 462 m
- Date de sortie :
  - États-Unis : 11 juin 1926

## Distribution
- Wally Wales : Wally Meeker
- J. P. Lockney : Wells, le banquier
- Jean Arthur : Marie Wells, la fille du banquier
- Hank Bell : Lee Falcon
- Slim Whitaker : "Blackie" Gorman
- Toby Wing : Nan
- N. E. Hendrix : le shérif